# 요안니스 브레토스

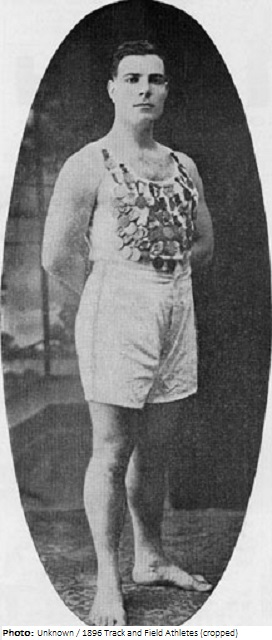

요안니스 브레토스(그리스어: Ιωάννης Βρεττός)는 그리스의 육상 선수이다. 그는 아테네에서 열린 1896년 하계 올림픽에 참가했다.
브레토스와 함께 17명의 선수가 마라톤에 출전했다. 그는 완주를 한 9명의 선수 중 4위를 차지했다.